# Dynamisk IP-adress
En dynamisk IP-adress eller flytande IP-adress är en IP-adress som inte är permanent, till skillnad från en statisk IP-adress (fast IP-adress). Adressen tilldelas automatiskt, av en DHCP-server eller genom protokoll som SLAAC.
I många internetabonnemang "lånar" internetleverantören den externa IP-adressen åt abonnenten för en begränsad tid. Då datorn är avstängd en tid (så att lånetiden hinner gå ut) kan adressen ges åt någon annan. Därmed behövs inte lika många IP-adresser som datorer, vilket är väsentligt då adresserna i IPv4 är nära att ta slut. Motsvarande arrangemang används av många ADSL- och kabelmodem, då de delar ut adresser i ett lokalt nätverk.
Dynamiska adresser används också för att underlätta administrationen (då de enskilda datorernas IP-adresser inte behöver konfigureras och inte heller ändras vid flytt och omstruktureing av nätet) och för att låta gästande datorer enkelt få tillgång till nätet.
Ett problem med den varierande IP-adressen är att servrar kan vara svåra att driva, i synnerhet om namnservern inte ger den enskilda maskinen ett fast domännamn.